# Петер-Оттмар Грау
Петер-Оттмар Грау (нім. Peter-Ottmar Grau; 3 травня 1915, Гамбург — 7 жовтня 1994) — німецький офіцер-підводник, капітан-лейтенант крігсмаріне. Кавалер Німецького хреста в золоті.

## Біографія
8 квітня 1934 року вступив на флот. З серпня 1939 року — командир загороджувального корабля «Отто Браун», з жовтня 1939 року — мінних тральщиків M-1201 і M-1204 12-ї флотилії. В січні-серпні 1941 року пройшов курс підводника, у вересні — командирську практику на підводному човні U-201. З жовтня по 19 листопада 1941 року — командир підводного човна U-46, з 18 грудня 1941 по 28 листопада 1943 року — U-601, на якому здійснив 7 походів (разом 191 день в морі), з 10 лютого по 29 липня 1944 року — U-872, з 17 грудня 1944 по 5 травня 1945 року — U-3015. В травні був взятий в полон. У вересні 1945 року звільнений.
Всього за час бойових дій потопив 4 кораблі загальною водотоннажністю 8869 тонн.
| Дата              | Країна       | Тип               | Тоннаж | Вантаж       | Екіпаж | Загинули | Країна | Конвой |
| ----------------- | ------------ | ----------------- | ------ | ------------ | ------ | -------- | ------ | ------ |
| 1 серпня 1942     | Крестьянин   | Торговий пароплав | 2,513  | Вугілля      | 45     | 7        | СРСР   |        |
| 24 серпня 1942    | Куйбышев     | Торговий пароплав | 2,332  |              | ?      | Всі      | СРСР   |        |
| 24 серпня 1942    | Медвежонок   | Портовий буксир   | 50     |              | ?      | Всі      | СРСР   |        |
| 23 листопада 1942 | Кузнец Лесов | Торговий теплохід | 3,974  | Калійна сіль | 41     | 41       | СРСР   | QP-15  |

## Звання
- Кандидат в офіцери (8 квітня 1934)
- Морський кадет (26 вересня 1934)
- Фенріх-цур-зее (1 липня 1935)
- Оберфенріх-цур-зее (1 січня 1937)
- Лейтенант-цур-зее (1 квітня 1937)
- Оберлейтенант-цур-зее (1 квітня 1939)
- Капітан-лейтенант (1 січня 1942)

## Нагороди
- Медаль «За вислугу років у Вермахті» 4-го класу (4 роки)
- Залізний хрест 2-го і 1-го класу
- Нагрудний знак мінних тральщиків
- Нагрудний знак підводника
- Німецький хрест в золоті (14 лютого 1944)